# The Golden Dogs
The Golden Dogs es una banda de indie rock  fundada en Toronto, Ontario, Canadá. Formada en 2001, la banda es conocida por sus shows en vivo salvajes y llenos de energía, y ha sido calificada como una de las mejores bandas en vivo de Canadá, por la revista Chart.

## Historia
Dave Azzolini se encarga de componer las letras, seguido de Jessica Grassia en teclados, vocales y percusión, y Taylor Knox en la batería. La banda compone canciones energéticas y cargadas de adrenalina, complementadas al mismo tiempo por melodías rítmicas. Su álbum debut Everything in 3 parts fue el punto de partida de su, cada vez más creciente, popularidad en la escena indie, con el solo "Can't Get Your Face Out of My Head". Su éxito solo se acrecentaría con el lanzamiento de su igualmente famoso solo, "Yeah!". En 2006, la banda lanzó su segundo álbum "Big Eye Little Eye". El primer solo de este fue "Never Meant Any Harm". Big Eye Little Eye fue lanzado en los Estados Unidos el 16 de agosto de 2007, saliendo la banda de gira en ese país en noviembre de 2007.
En 2008, la banda tuvo un año ocupado en las gira por EE. UU. con músicos como Feist, Sloan y Electric Six. Más tarde ese año finalizaron contrato con True North Records. La banda pasó gran parte del 2009 escribiendo y grabando su tercer álbum Coats of Arms, el cual fue grabado por los amigos de la banda Carlin Nicholson y Mike O'Brien, ambos miembros de Zeus. Algunos miembros de The Golden Dogs incluso participaron en el álbum "Say Us" de Zeus.
Algunos de los artistas con los que la banda ha grabado, tocado o compartido una gira, son: Sloan, Feist, Joel Plaskett, The Meligrove Band, The Bicycles, Kaiser Chiefs, Razorlight, Bloc Party, Blue Rodeo, Major Grange, Roky Erikson, Thurston Moore, Electric Six, The Willowz, Ida Maria, Malajube, Peter Elkas, Liam Finn, Bahamas, Zeus, White Cowbell Oklahoma, The Balconies, Hexes and Ohs, Rich Aucoin, Jason Collett, Broken Social Scene, State Radio.

## Discografía
- The Golden Dogs (2002, Lanzamiento Indie original de seis canciones)
- Everything in 3 Parts (2003, Lanzamiento Indie entero)
- Everything in 3 Parts (2004, Relanzamiento de True North Records/Universal Records)
- Big Eye Little Eye (2006, True North Records)
- Coat of Arms (2010)

## Videografía/Solos
- "Can't Get Your Face Out of My Head" (2004)
- "Yeah!" (2005)
- "Never Meant Any Harm" (2006)
- "Construction Worker" (2007)
- "Construction Worker / Lester" versión de vinilo de 7 pulgadas (2008)